# Suslic roquer
El suslic roquer (Otospermophilus variegatus) és una espècie de rosegador de la família dels esciúrids. Viu a Mèxic i el sud-oest dels Estats Units. S'alimenta de brots, núcules, fruita i llavors, que de tant en tant complementa amb saltamartins, escarabats, cucs de terra i fins i tot pollets de gall dindi. El seu hàbitat natural són les zones semiàrides, particularment entre congosts, penya-segats i turons. És una espècie en risc mínim, és a dir, no sembla que hi hagi cap amenaça significativa per a la seva supervivència.